# Macrohynnis lepidus
Macrohynnis lepidus är en stekelart som beskrevs av Mayr 1904. Macrohynnis lepidus ingår i släktet Macrohynnis, och familjen hyllhornsteklar. Arten är reproducerande i Sverige.